# Lamativie
Lamativie korábbi község Franciaországban, Lot megyében. Lakosainak száma 55 fő (2018. január 1.). Lamativie Siran, Camps-Saint-Mathurin-Léobazel, Saint-Julien-le-Pèlerin, Calviac és Comiac községekkel határos.
2016. január 1-jén négy másik korábbi községgel egyesült és az így létrejött Sousceyrac-en-Quercy új község része lett.

## Népesség
A település népességének változása:
| Lakosok száma | 182  | 165  | 107  | 104  | 83   | 67   | 64   | 58   | 56   | 55   |
|               | 1962 | 1968 | 1982 | 1990 | 1999 | 2008 | 2011 | 2013 | 2017 | 2018 |